# John McConathy
John R. McConathy (Gibsland, Luisiana, 9 de abril de 1930-Bossier City, Luisiana, 19 de abril de 2016) fue un baloncestista estadounidense que disputó una temporada en la NBA. Con 1,96 metros de estatura, lo hacía en la posición de alero.

## Trayectoria deportiva

### Universidad
Jugó durante cuatro temporadas con los Demons de la Universidad de Northwestern State, en las que promedió 16,3 puntos por partido.

### Profesional
Fue elegido en la quinta posición del Draft de la NBA de 1951 por Syracuse Nationals, pero acabó finalmente en los Milwaukee Hawks, donde jugó una única temporada, en la que promedió 1,3 puntos y 1,8 rebotes por partido.

## Estadísticas de su carrera en la NBA

### Temporada regular
| Temporada | Edad | Equipo          | Liga | P  | TIT | MIN | TC  | TCA | %TC  | 3P | 3PA | %3P | TL  | TLA | %TL  | R.OF. | R.DEF. | REB | ASIS | ROB | TAP | PER | FP  | PTS |
| 1951-52   | 21   | Milwaukee Hawks | NBA  | 11 |     | 9.6 | 0.4 | 2.6 | .138 |    |     |     | 0.5 | 1.3 | .429 |       |        | 1.8 | 0.7  |     |     |     | 0.6 | 1.3 |
| Total     |      |                 | NBA  | 11 |     | 9.6 | 0.4 | 2.6 | .138 |    |     |     | 0.5 | 1.3 | .429 |       |        | 1.8 | 0.7  |     |     |     | 0.6 | 1.3 |